# 166 (tal)
166 är det naturliga talet som följer 165 och som följs av 167.

## Inom vetenskapen
- 166 Rhodope, en asteroid

## Inom matematiken
- 166 är ett jämnt tal.
- 166 är ett semiprimtal
- 166 är ett centrerat triangeltal.